# Dilborner Benden
Das Naturschutzgebiet Dilborner Benden liegt auf dem Gebiet der Gemeinden Brüggen und Niederkrüchten im Kreis Viersen in Nordrhein-Westfalen.
Das etwa 62,34 ha große Gebiet, das im Jahr 2002 unter Naturschutz gestellt wurde, erstreckt sich südlich des Kernortes Brüggen entlang der Schwalm. Nördlich des Gebietes verläuft die Landesstraße 373, am östlichen Rand die L 37 und östlich die B 221.
Von 1995 bis 1997 erfolgte die naturnahe Umgestaltung eines Flussabschnitts der Schwalm. Schon ab 1998 fanden sich viele Tier- und Pflanzenarten ein, die seit der Begradigung des Flusses im Jahre 1920 verschwunden waren. Auch Biber sind wieder vorhanden.